# Nocera Umbra
Nocera Umbra è un comune italiano di 5 508 abitanti della provincia di Perugia in Umbria.

## Geografia fisica
- Classificazione climatica: zona E, 2318 GR/G

## Storia
Fu un insediamento di origine umbra (dal nome Noukria, sign. "La Nuova"), fondata dai Camers (Camerinesi) a 109 miglia da Roma e vicina alla catena degli Appennini Nocerini.
La località si sviluppò prevalentemente in età romana (con il nome di Nuceria Camellaria), grazie alla sua ubicazione lungo la via Flaminia, proprio dove si diramava un ramo della Flaminia che portava a Fanum. I Romani costruirono anche un'altra strada, la Septempedana, che attraversati i vici di Dubios, Prolaqueum e Septempeda proseguiva per Ancona. Plinio il Vecchio, nella sua Naturalis Historia, nell'elenco dei Popoli Umbri cita i "Nucerini cognomine Favonienses et Camellani", (i Nocerini chiamati Favoniensi e Camellani), i primi (Favoniensi) avrebbero abitato nella vicina località oggi chiamata Pievefanonica, mentre un gruppo di Camellani si sarebbero trasferiti vicino ad Arcevia nel Piceno.
Dal V secolo fino alla fine del XX fu sede di diocesi e prima del X secolo inglobò anche il vastissimo territorio già delle antiche città di Tadinum, Plestia e Sentinum.
Il primo saccheggio, se non una vera e propria distruzione, come ci tramanda lo storico Jordanes, si ebbe al passaggio dei circa centomila Goti di Alarico, diretti verso Roma (che presero nel 410). Occupata nel 571 dai Longobardi, data la sua importanza strategica, divenne sede di un Gastaldo, (uno dei dieci del Ducato di Spoleto, con un'autorità simile al prefetto di provincia attuale) che aveva responsabilità militari, amministrative e giudiziarie, coadiuvato da alcuni Sculdasci dislocati nel vasto territorio. Già dalla prima invasione longobarda fu sede anche di una Arimannia, formata da famiglie di guerrieri nobili e molto ricchi dei quali alla fine dell'Ottocento è stata trovata una vasta necropoli. Con i Franchi, divenne contea dell'estremo nord-ovest del Ducato di Spoleto, a ridosso di quella che, fino a non molto tempo prima, era stata zona di confine con le terre dipendenti dall'Esarcato Bizantino di Ravenna.
La città medioevale, chiusa nelle sue mura inaccessibili e con la sua rocca inespugnabile in cima, circondata da torri, aveva circa tremila abitanti. L'intera vastissima diocesi (1500 km²) intorno ai diecimila abitanti.
Fu presa e incendiata da Federico II, imperatore del Sacro Romano Impero, nel 1248, per il suo essere di parte guelfa e per via di una ribellione, e pochi anni dopo, nel 1279, distrutta da un violento terremoto.
Ricostruita, fu prima sotto il governo di conti longobardi e poi, dalla metà del XV secolo, pur avendo un proprio governatore, fece parte dello Stato della Chiesa fino all'Unità d'Italia, nel 1860.
Nel settembre del 1997 un terremoto del 6º grado Richter, con epicentro nel segmento Colfiorito-Nocera, ha reso completamente inabitabile l'antico centro storico, causando l'esodo degli abitanti e delle attività commerciali, sia in altre zone del comune, sia nelle vicine città della Valle Umbra Sud. Le notevoli dimensioni del centro storico di Nocera e l'importanza del patrimonio artistico e monumentale presente nell'area, hanno allungato i tempi di riparazione e restauro, che in alcuni casi si sono protratti fino al biennio 2015/2016, a quasi vent'anni di distanza dagli sconvolgimenti sismici del 1997. Solo allora sono stati definitivamente completati i lavori di ripristino del capoluogo comunale e di quelle frazioni che più avevano riportato danni e distruzioni a causa del sisma.

## Monumenti e luoghi d'interesse

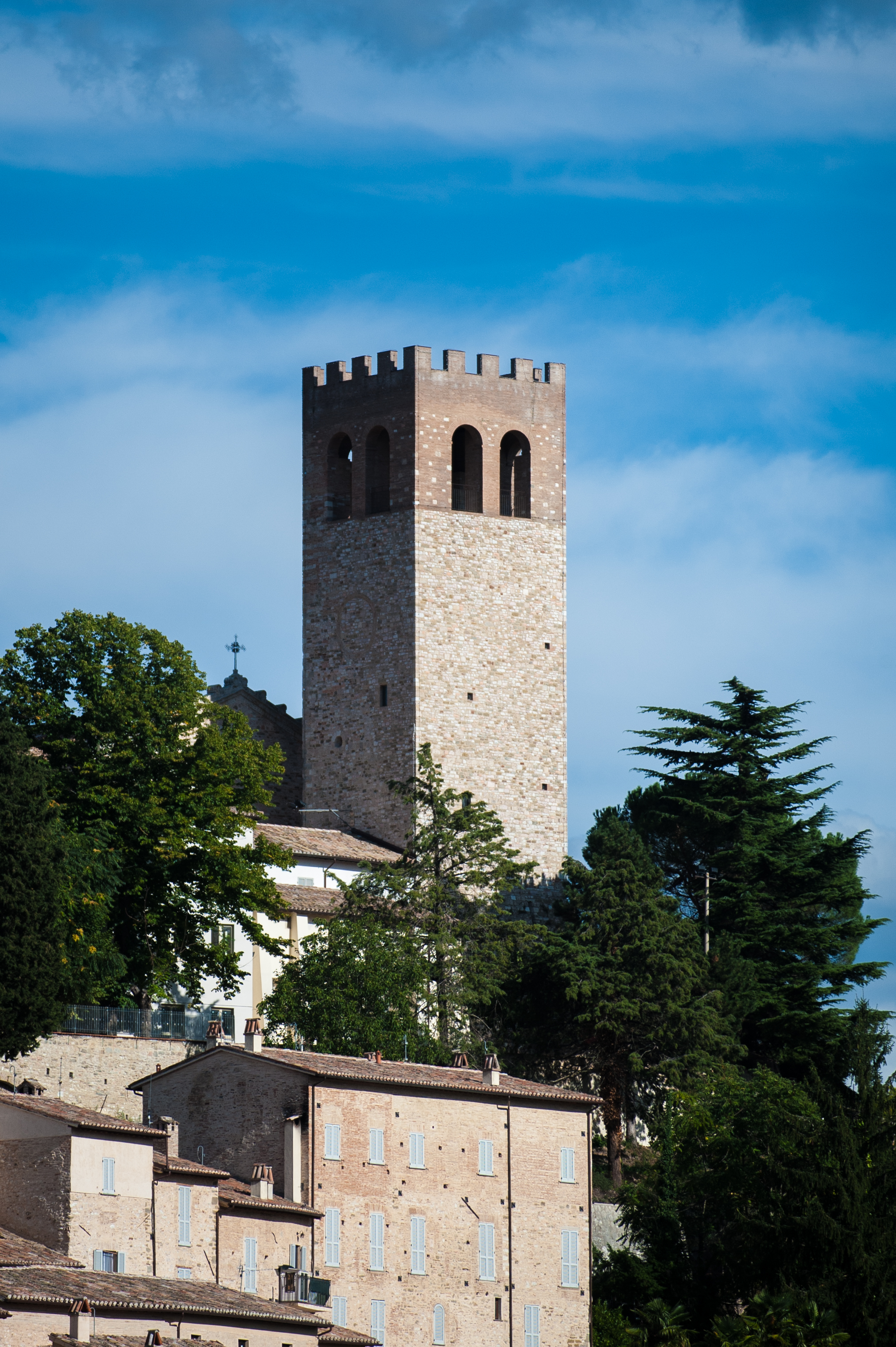
Il Campanaccio, dopo la sua ricostruzione a seguito del sisma del 1997

Caratteristica città medioevale arroccata su una collina e famosa per la bontà delle acque del suo territorio, portate nel Seicento fino a Costantinopoli, è dotata di diversi monumenti storici:
- Campanaccio. Domina l'abitato la grande torre simbolo della cittadina, astio e unico resto della robusta rocca dei suoi Gastaldi, poi dei suoi Conti risalente all'XI secolo[5]. L'edificio fu teatro della strage dei Trinci, avvenuta nel 1421. La torre è stata quasi completamente distrutta dal sisma del 1997 (rimase in piedi solo parte di una lato) e ricostruita.
- Castello di Salmaregia
- Concattedrale dell'Assunta. Dell'antica chiesa, inglobata nella fortezza, resta solo il portale del X secolo. L'edificio venne rifatto XV secolo e più volte ristrutturato nel XVIII e XIX secolo.
- Chiesa di San Francesco. Di grande importanza artistica, venne eretta in stile romanico-gotico nel XIV secolo. Conserva affreschi di Matteo da Gualdo ed è sede della Pinacoteca comunale, con opere dell'Alunno, del Maestro di San Francesco e della scuola del Cimabue. Nel museo sono custoditi anche reperti di epoca romana, tra cui un miliario della via Flaminia per Ancona, un ritratto femminile, frammenti di mosaico, un cippo del III secolo e alcune parti del monumento funebre, ornato a suo tempo di quattro iscrizioni greche, del vescovo Varino Favorino da Camerino, famoso grecista che ha pubblicato uno dei primi dizionari della lingua greca ed è stato maestro di greco alla corte dei Medici a Firenze per i futuri papi Leone X e Clemente VII e tenne anche la cattedra di greco nella Università di Roma.
- Chiesa di Santa Chiara, originaria del XIII secolo, che conserva all'altare maggiore una pala di Carlo Maratta con la Natività della Vergine, la prima opera pubblica del pittore, eseguita tra il 1643 e il 1645 su commissione di don Corinzio Benincampi, segretario di Taddeo Barberini, nipote di Urbano VIII[6]

- Chiesa di San Filippo, costruita in stile neogotico tra il 1864 ed il 1868, su progetto dell'architetto Luigi Poletti. La facciata porticata è decorata da un grande rosone con ai lati i simboli dei quattro Evangelisti (l'aquila di Giovanni, l'angelo di Matteo, il leone alato di Marco e il toro alato di Luca).

Nel Museo dell'Alto Medioevo di Roma, sono conservati importanti reperti trovati a fine Ottocento in quasi duecento tombe longobarde, del VI e VII secolo, dell'arimannia stanziata nel territorio di Nocera.

## Società

### Evoluzione demografica
Abitanti censiti

### Etnie e minoranze straniere
Secondo i dati ISTAT al 31 dicembre 2015 la popolazione straniera residente era di 640 persone (10,96%). Le nazionalità maggiormente rappresentate in base alla loro percentuale sul totale della popolazione residente erano:
- Romania, 210 (3,60%)
- Albania, 142 (2,43%)
- Marocco, 116 (1,99%)

## Geografia antropica

### Frazioni
Acciano, Africa, Aggi, Bagnara, Bagni, Bandita, Boschetto, Capannacce, Casaluna, Casa Paoletti, Case, Case Basse, Castiglioni, Castrucciano, Catecuccio, Cellerano, Ceresole, Colle, Collecroce, Colpertana, Colsaino, Gaifana, Grillo, Isola, La Costa, Lanciano, Largnano, Le Cese, Le Molina, Le Prata, Maccantone, Mascionchie, Molinaccio, Montecchio, Mosciano, Mugnano, Nocera Scalo, Pettinara, Ponte Parrano, Salmaregia, Schiagni, Sorifa, Stravignano, Villa Postignano, Ville Santa Lucia.
- Sorifa è una piccola frazione del comune di Nocera Umbra, situata in media montagna (643 m s.l.m.) nella prossimità del monte Pennino. Secondo i dati del censimento Istat del 2001 gli abitanti sono 76[9].

Abitata sin dal Paleolitico e Neolitico, testimoniato dal ritrovamento di alcuni reperti d'epoca, venne in seguito occupata dagli umbri e dai romani. Il nome attuale gli venne dato nel Basso Medioevo, quando i Longobardi calarono dal nord e si stabilirono in questa zona: il nome Sorifa, in longobardo, significherebbe costruzione tra le rocce.
L'economia è da sempre basata sulla coltivazione e sull'allevamento.
In seguito al terremoto del 26 settembre 1997 il paese è andato per la gran parte distrutto e gli abitanti sono stati costretti a trasferirsi in un campo container. I lavori di ricostruzione, ancorché avanzati, non sono ancora del tutto conclusi.
- Salmaregia famosa per il castello che le dà il nome.

- Boschetto è una frazione divisa tra il comune di Nocera Umbra e Gualdo Tadino. A dividere in due la frazione nei due territori comunali scorre il Rio Fergia, affluente del torrente Caldognola.[10]
- Schiagni: situato alle pendici del monte Alago a 588 m s.l.m., fu fondato intorno al VI secolo dai Longobardi, come testimoniato dall'etimologia del toponimo e dall'intitolazione della chiesa a San Michele Arcangelo. L'edificio di culto attuale fu ricostruito tra il 1955 ed il 1957 coi materiali di spoglio dall'antica chiesa, inoltre fu cambiato il titolare, attualmente Sant'Ubaldo. Nel 1997 Schiagni subì seri danni a causa del sisma, negli anni successivi gli edifici sono stati interamente ricostruiti o restaurati con ottimi risultati estetici e strutturali. A valle dell'abitato è situata la sorgente del Centino o del Cacciatore, nota fin dal XVIII secolo per le proprietà diuretiche dell'acqua che vi sgorga.
- Isola: il nome ha significato di luogo isolato probabilmente fluviale. Isola era anticamente un castello che i figli del conte Manfredo della famiglia dei Trinci, eressero intorno all'anno 1030. Ridolfo, Guglielmo, Opizzo e Sinibaldo dei Trinci lo edificarono chiamandolo “castello di Isola” dotandolo di un Monastero in onore e sotto titolo di S. Andrea. Posero Monaci dell'ordine di San Benedetto per la celebrazione del culto diurno. Alcuni anziani del paese ci raccontano a che i loro avi parlavano di monaci molto poveri all'interno del castello. Dei resti della struttura oggi quasi completamente interrati, rimangono visibili alcuni muri, uno sprone e una splendida fonte costruita in pietra scura che presenta due archi. All'interno di uno sgorga una fonte alla quale la tradizione attribuisce virtù salutari. Nell'antichità e fino agli anni cinquanta era l'unica sorgente dove gli abitanti del paese si recavano per attingere acqua. Sopra lo sprone del castello sorgeva una chiesa che il terremoto del settembre 1997 ha distrutto. All'interno erano presenti due affreschi riguardanti la crocefissione presumibilmente risalenti al XVI l'uno e XVII l'altro. Di questi si conservano solo delle foto successivamente impresse su tela. Della chiesa si ha testimonianza nei notai del 1400 e viene citata nelle visite pastorali del secolo successivo in poi. In una di queste, effettuata il 21 agosto 1592, si parla anche di un oratorio dedicato a Sant'Anna. Il titolo della chiesa dedicata a San Pietro è riportato nel Liber beneficiorum del 1528, come appartenente al Monastero di Santo Stefano di Parrano.[11]

## Infrastrutture e trasporti

### Strade
Il comune è servito dalla SS3 Via Flaminia ricostruita in variante tramite gli svincoli di Nocera Scalo, Nocera Umbra e Colle/Gaifana. Dalla Flaminia vecchia presso il vecchio mattatoio nella zona est della cittadina, si dirama la ex-Strada statale 361 Septempedana, la quale attraversando l'Appennino presso il Passo del Termine unisce Nocera ad Ancona percorrendo la valle del Potenza e passando fra l'altro per Fiuminata, Pioraco e San Severino Marche. Essa riprende il nome di un'antica strada militare romana, la quale collegava la Via Flaminia con gli avamposti di Prolaqueum e Septempeda.

### Ferrovie
Nocera è servita dalla linea ferroviaria Roma-Ancona, sulla quale è ubicata la omonima stazione.

## Amministrazione
| Periodo         | Periodo         | Primo cittadino   | Partito                            | Carica  | Note   |
| --------------- | --------------- | ----------------- | ---------------------------------- | ------- | ------ |
| 8 agosto 1988   | 19 ottobre 1991 | Antonio Petruzzi  | Partito Socialista Italiano        | Sindaco | [ 12 ] |
| 30 ottobre 1991 | 7 giugno 1993   | Valter Ruggiti    | Partito Democratico della Sinistra | Sindaco | [ 12 ] |
| 26 giugno 1993  | 27 aprile 1997  | Valter Ruggiti    | Partito Democratico della Sinistra | Sindaco | [ 12 ] |
| 28 aprile 1997  | 13 maggio 2001  | Antonio Petruzzi  | Centro                             | Sindaco | [ 12 ] |
| 14 maggio 2001  | 29 maggio 2006  | Antonio Petruzzi  | Centro-destra                      | Sindaco | [ 12 ] |
| 30 maggio 2006  | 16 maggio 2011  | Donatello Tinti   | Centro-sinistra                    | Sindaco | [ 12 ] |
| 17 maggio 2011  | 5 giugno 2016   | Giovanni Bontempi | Vivere Nocera                      | Sindaco | [ 12 ] |
| 6 giugno 2016   | 5 ottobre 2021  | Giovanni Bontempi | Vivere Nocera                      | Sindaco | [ 12 ] |
| 5 ottobre 2021  | in carica       | Virginio Caparvi  | Futura Nocera                      | Sindaco | [ 12 ] |

### Gemellaggi
- Frosinone, dal 2010[senza fonte]
- Gabicce Mare, dal 2011[13]

## Sport

### Calcio
La principale squadra di calcio della città era l’A.S.D. Nocera Umbra, nata nel 1969. Ha vissuto il suo periodo d'oro negli anni 70, sotto la presidenza di Mario Timi "Mr. Panu", in cui è arrivata a militare in Serie D. Il picco più basso è stato toccato nella stagione calcistica 2017/2018, in cui la città non è riuscita a iscrivere nessuna squadra ai campionati dilettantistici.
Discorso diverso per la stagione 2018/2019, in cui sono state iscritte due squadre al campionato di Seconda categoria Umbra girone B, la ASD Nocera Umbra 2017 e la ASD Calcio Nocera 1969. La prima si è classificata seconda perdendo i Play Off contro il Costano e mancando così la promozione, mentre la seconda si è classificata nona.